# Wolves in the Throne Room
Wolves in the Throne Room es un grupo de atmospheric black metal estadounidense formado en Olympia por los hermanos Nathan y Aaron Weaver en 2002.

## El grupo
Wolves in the Throne Room practican el llamado cascadian black metal, y sus temáticas están imbuidas de misticismo y naturalismo.
Según su website oficial el grupo nace en 2002 como una idea de aunar la conciencia "eco-espiritual" canadiense con el sonido misántropo del black metal noruego surgido en los años 90, a través de lo cual su música se enfoca hacia temas como el apocalipsis, la espiritualidad y temas existenciales.
En la primavera de 2004 los hermanos se mudaron a una granja en las afueras de Olympia a la cual bautizaron como "Calliope", desde donde comenzaron a elaborar su música.
Según aclaran, fue durante el primer y largo invierno que pasaron allí, donde su sonido y estilo comenzaron a surgir.
Han producido hasta el momento siete álbumes.

## Discografía
Álbumes
- Diadem of 12 Stars (2006, Vendlus).
- Two Hunters (2007, Southern Lord).
- Black Cascade (2009, Southern Lord).
- Celestial Lineage (2011, Southern Lord).
- Celestite (2014, Artemisia Records).
- Thrice Woven (2017, Artemisia Records).
- Primordial Arcana (2021, Relapse Records).